# جورج تراكل
غيورغ تراكل (بالألمانية: Georg Trakl) شاعر نمساوي بالألمانية (3 فبراير 1887-3 نوفمبر 1914). نشأ في عائلة برجوازية. يعتبر من المتأثرين بالمذهب الرمزي الفرنسي في الفن. نشر مسرحيتين لم تصيبا نجاحا يذكر. نشر العديد من القصائد أثناء حياته و بعد مماته نشر له ديوان حوي قصائد أخيرة له. مات بسبب التداعيات التي أحدثتها الصدمة التي عاشها في الحرب العالمية الأولى, إذ كان صيدليا في الجيش وكان هناك نقص هائل من في الأدوية التي كان من الممكن أن تمكنه من معالجة الجرحى. من قصائده الشهيرة قصيدة Grodek التي تتناول تأثير الحرب العالمية الأولى عليه.

## روابط خارجية
- جورج تراكل على موقع IMDb (الإنجليزية)
- جورج تراكل على موقع الموسوعة البريطانية (الإنجليزية)
- جورج تراكل على موقع ميوزك برينز (الإنجليزية)
- جورج تراكل على موقع كينوبويسك (الروسية)